# Chí Nhân
Chí Nhân (tên đầy đủ: Đào Chí Nhân, sinh ngày 22 tháng 1 năm 1988) là một nam diễn viên và biên tập viên người Việt Nam được biết đến nhiều nhất qua các vai diễn trong Lời thì thầm từ quá khứ, Hôn nhân trong ngõ hẹp, Câu hỏi số 5, Sinh tử, Không thời gian. Vào năm 2016, anh đã lọt vào Top 5 đề cử hạng mục "Nam diễn viên ấn tượng" của giải Ấn tượng VTV.

## Tiểu sử
Chí Nhân, tên đầy đủ là Đào Chí Nhân, sinh tại Hà Nội. Anh tốt nghiệp Thủ khoa Đại học Sân khấu Điện ảnh Hà Nội và bắt đầu sự nghiệp của mình với vai trò diễn viên trong bộ phim truyền hình đầu tay vào năm 2013 Gái già xì tin. Năm 2016, anh đã lọt vào đề cử hạng mục "Nam diễn viên ấn tượng" của giải Ấn tượng VTV với vai Linh "Công tử" trong Câu hỏi số 5.
Hiện anh là diễn viên Đoàn kịch 1 của Nhà hát Kịch Hà Nội. Ngoài vai trò diễn viên, anh cũng là biên tập viên, MC của các chương trình thể thao tại VTVCab.
Năm 2024, anh vào vai phản diện chính trong phim truyền hình Không thời gian, nhân vật của anh đứng sau giật dây thành lập nhóm phản động với mục đích thành lập nhà nước tự trị.

## Đời tư
Chí Nhân đã kết hôn với Thu Quỳnh năm 2014 và có với nhau một con trai. Cả hai sau đó đã ly hôn vào cuối năm 2015, được cho là vì nam diễn viên nảy sinh tình cảm với bạn diễn Minh Hà sau khi cả hai cùng tham gia bộ phim Hôn nhân trong ngõ hẹp. Hậu ly hôn, Chí Nhân vấp phải ý kiến trái chiều từ dư luận khi nhiều lần lên tiếng nói xấu vợ cũ trên truyền thông.

## Tác phẩm đã tham gia

### Kịch
| Năm  | Vở kịch                  | Vai diễn    | Tham khảo |
| ---- | ------------------------ | ----------- | --------- |
| 2012 | Huyết lệnh               | Vượng       | [ 1 ]     |
| 2013 | Ông không phải là bố tôi | Thiết       | [ 1 ]     |
| 2014 | Trinh phụ hai chồng      | Âm Kỷ       | [ 1 ]     |
| 2014 | Những người con Hà Nội   | Hoàng Dương | [ 1 ]     |
| 2015 | Tiếng đàn vùng Mê Thảo   | TBA         | [ 1 ]     |
| 2017 | Cát bụi                  | TBA         | [ 1 ]     |
| 2017 | Tình sử ngàn năm         | TBA         | [ 1 ]     |
| 2017 | Tháp đoạn hồn            | TBA         | [ 1 ]     |
| 2018 | Người đàn bà không tên   | TBA         | [ 1 ]     |
| 2019 | Bỉ vỏ                    | TBA         | [ 1 ]     |

### Phim truyền hình
| Năm  | Phim                          | Vai diễn       | Tham khảo         |
| ---- | ----------------------------- | -------------- | ----------------- |
| 2013 | Tình yêu không hẹn trước      | Vinh           | [ cần dẫn nguồn ] |
| 2013 | Gái già xì tin                | Định           | [ 11 ]            |
| 2013 | Giọt nước rơi                 | Chiến          | [ 12 ]            |
| 2014 | Lời thì thầm từ quá khứ       | Đạt            | [ 13 ]            |
| 2014 | Mưa bóng mây                  | Nghĩa          | [ 2 ]             |
| 2015 | Hôn nhân trong ngõ hẹp        | Minh Khang     | [ 14 ]            |
| 2015 | Câu hỏi số 5                  | Linh "Công tử" | [ 2 ]             |
| 2015 | Tái sinh                      | Hoàng          | [ 15 ]            |
| 2016 | Lựa chọn cuối cùng            | Khắc Đức       | [ 3 ]             |
| 2016 | Điều bí mật                   | Đại            | [ 16 ]            |
| 2017 | Dưới bầu trời xa cách         | Cường          | [ 17 ]            |
| 2017 | Giao mùa                      | Hưng           | [ 18 ]            |
| 2018 | Những cô gái trong thành phố  | Bách           | [ 3 ]             |
| 2019 | Sinh tử                       | Trần Thanh Bạt | [ 3 ]             |
| 2021 | Ngày mai bình yên             | Hùng           | [ 19 ]            |
| 2022 | Chồng cũ, vợ cũ, người yêu cũ | Quang Vũ       | [ 20 ]            |
| 2024 | Không thời gian               | Đào Chí Tài    |                   |

### Phim điện ảnh
| Năm  | Tên phim          | Vai diễn | Tham khảo |
| ---- | ----------------- | -------- | --------- |
| 2014 | Sống cùng lịch sử | Lâm      | [ 21 ]    |

## Giải thưởng
| Năm  | Giải thưởng                                                               | Hạng mục               | Tác phẩm                 | Kết quả         | Tham khảo    |
| ---- | ------------------------------------------------------------------------- | ---------------------- | ------------------------ | --------------- | ------------ |
| 2013 | Liên hoan các vở diễn của Tác giả Lưu Quang Vũ                            |                        | Ông không phải là bố tôi | Giải vàng       | [ 22 ]       |
| 2016 | Ấn tượng VTV                                                              | Nam diễn viên ấn tượng | Câu hỏi số 5             | Đề cử           | [ 4 ] [ 22 ] |
| 2017 | Cuộc thi Tài năng trẻ Diễn viên Sân khấu Kịch nói chuyên nghiệp Toàn quốc |                        | Hamlet                   | Huy chương vàng | [ 22 ]       |